# Nicole Haumont
Pour les articles homonymes, voir Haumont.
Nicole Haumont est une psychosociologue française, directrice de recherche au CNRS connue pour ses travaux originaux en psychologie de l'habitat. 

## Biographie
Nicole Haumont est née le 16 janvier 1934 à Paris. Elle est la fille d'André Faivre, ingénieur A & M et de Madeleine Diter. Elle est mariée avec Antoine Haumont. Ils ont une fille Brigitte.

### Formation
Après des études secondaires à Paris au Lycée Jules Ferry, Nicole Haumont s’engage dans des études de psychologie à la Sorbonne. Elle obtient une licence de psychologie, puis un Diplôme d’Etudes Supérieures sur une « Contribution à une psycho-sociologie du tourisme de masse : le Club Méditerranée » sous la direction de Jean Stoetzel, suivi d’un Doctorat de 3ème cycle sur l’ « Etude psycho-sociologique d’un mode d’habitat : le pavillon », également sous la direction de Jean Stoetzel (Jury de thèse : Pierre George et Henri Lefebvre).
Elle a par ailleurs obtenu un diplôme de Psychologie sociale à l’Institut de Psychologie et un certificat d’études supérieures en Ethnologie.

### Fonctions principales
Après avoir été successivement chargée d'études au service de marketing d'Unilever et chargée d'études au Club Méditerranée, Nicole Haumont est recrutée en octobre 1961 par le CNRS (Centre national de la recherche scientifique) et affectée au Centre de Recherches Sociologiques, sous la direction d’Henri Lefebvre.
En 1963, avec Henri Lefebvre, Henri Raymond, Antoine Haumont, Monique Coornaert, et Jean Coignet, ces deux derniers chargés de mission à l’IAURP, elle fonde l’Institut de Sociologie Urbaine (ISU), association loi 1901, dont Henri Lefebvre est le directeur. Elle en sera co-responsable jusqu’en 1985.
En 1985, Nicole Haumont  saisit l’opportunité offerte par la création au CNRS de la section 49  « Architecture, Urbanistique, Société » et l’accord passé entre le Directeur général du CNRS et le Directeur de l’Architecture et de l’Urbanisme du Ministère de l’Equipement (reconnaissance conjointe d’équipes de recherche pluridisciplinaires) pour présenter au CNRS, avec des chercheurs de différentes disciplines dont des architectes,  un projet de création d’une équipe associée au CNRS : le Centre de Recherche sur l’Habitat (URA 1248), implanté dans l’Ecole d’Architecture de Paris La Défense à Nanterre. De 1985 à 2000, elle en est la responsable. 
En 1995, elle est à l’origine de la fondation d’une Unité Mixte de Recherche, le Laboratoire des Organisations Urbaines : Espaces, Sociétés, Temporalités (LOUEST), directeur Guy Burgel, dans laquelle s’inscrit le C.R.H. À l’échelle française, ce laboratoire est le premier à associer le CNRS, des  Ecoles d’architecture (EA Paris-La Défense et EA Paris-La Villette) et des Universités (Paris X-Nanterre et Paris XII-Val de Marne).

### Recherches
En 1961, Henri Lefebvre poursuivait ses travaux sur la vie quotidienne, mais il s’intéressait également aux effets de l’urbanisation sur les formes de la vie sociale et sur la modernisation de la société. Il avait très vite confié à Nicole Haumont, une recherche sur les modes de vie des étudiants, demandée par la Mutuelle nationale des étudiants de France. Cette recherche quantitative (800 enquêtes) mettait en relation le logement avec les études, la vie culturelle et sociale et la vie familiale de l’étudiant. Ce travail fut une incitation pour Nicole Haumont à poursuivre d’autres recherches sur les modes de vie urbains et l’habitat.
La première recherche menée par les chercheurs de l’ISU, en 1963, portait  sur l’intégration sociale et l’habitat dans la banlieue parisienne. Les résultats de cette recherche avaient montré que les pratiques de l’habitat ne relèvent pas de motivations simples mais qu’elles prennent place dans la globalité des modes de vie. Ils mettaient également en évidence le goût des Français pour la maison individuelle. 
C’est à partir de là que Nicole Haumont, Henri Raymond et Antoine Haumont ont préparé le projet d’une recherche approfondie sur les pratiques des habitants de divers types de logement, à partir d'interviews non-directifs. Cette recherche qui s’appuyait sur 350 interviews, analysés avec une méthode élaborée par Henri Raymond, a fait apparaître que l’habitant possède une « compétence » à organiser l’espace, engendrée par des modèles culturels profondément ancrés et relativement stables, comme les modèles structurés de la famille (rôles masculin/féminin, statut de l’enfant, sexualité) et de la sociabilité, et que la maison individuelle est le type d’habitat le mieux à même de les mettre en œuvre. C’est aussi l’habitat qui par sa flexibilité peut s’adapter aux transformations des modes de vie : télétravail, autonomie des enfants, relation à la nature, etc. De là, le choix majoritaire et permanent de la part des Français pour ce type d’habitat.
Ces mêmes chercheurs se sont attachés ensuite à étudier divers statuts du logement comme la copropriété et la location, la conception architecturale et les pratiques sociales, les relations entre technique, politique et usage des logements, toujours à partir d'interviews d'habitants.
Les recherches sur l’habitat incitaient à approfondir la notion de mode de vie, qui avait été abordée en 1968 dans un numéro spécial de la Revue Française de Sociologie. Sur ce thème, plusieurs recherches ont ainsi été menées, dont celles de Nicole Haumont  sur  les modes de vie des cadres supérieurs et les pratiques de l’habitat,  et sur l’entrée dans la vie conjugale de jeunes ouvriers et techniciens.
Nicole Haumont a initié une recherche internationale sur des villes nouvelles comparées à des villes traditionnelles, en particulier en ce qui concernaient l’urbanisation, le peuplement et la vie sociale, en France, en Pologne, en Hongrie et en Ecosse. Pour la France, elle a dirigé l’équipe constituée de chercheurs du CRH, qui a étudié deux villes nouvelles d’Ile-de-France : Cergy-Pontoise et Marne-la-Vallée, et deux villes traditionnelles, Amiens et Orléans.

## Enseignement
1971-1978 : Enseignement de sociologie urbaine au Centre d’Etudes Supérieures de l’Aménagement (CESA) de Tours puis à l’Université Paris X Nanterre.
Participation à des formations doctorales :
1986-2000 : Formation "Histoire et Civilisation des Sociétés occidentales", Université Paris VII, Directeur André Gueslin.
1991-2000 : Responsable de l'un des trois séminaires du tronc commun intitulé : " Sociologie de l'habitat et sociologie urbaine" de la formation "Villes et Société", Université Paris X Nanterre, Directeur Guy Burgel.
1979-1999 : Chargée de travaux pratiques à l’Ecole d’Architecture de Paris la Défense auprès d’étudiants en architecture et en licence d’aménagement (EAPLD et UFR d’aménagement de l’Université Paris X-Nanterre). 
Participation à des groupes de travail et à des jurys :
De 1971 à 1980, elle a été membre du premier Comité directeur du Plan Construction (Ministère de l’Équipement), Président Paul Delouvrier.
Responsable en 1975 d'un groupe de travail sur "Les besoins des habitants" mis en place par l'Union nationale des HLM pour l'élaboration d'un Livre blanc.
Membre des jurys de plusieurs grands concours concernant l'habitat : Modèle Innovation, Palmarès de l'habitat, Maisons solaires.

## Publications
- Habitat et vie étudiante, ISU, 1963, 97 p.
- « La famille comme mode de logement étudiant », Recherches Universitaires,  n° 6, 1963, 7 p.
- Les pavillonnaires, Paris, CRU, 1966, 248 p. rééd.1975, rééd. à L’Harmattan en 2000, 148 p.
- L’habitat pavillonnaire, Paris, CRU, 1966, 148 p. (en coll. avec Henri Raymond, Antoine Haumont, Marie Geneviève Dezès), rééd. 1975, rééd. 2000 à L’Harmattan, 114 p.
- « Habitat et modèles culturels », Revue française de Sociologie, IX, 1968, p. 180-190.
- « Propositions de recherches sur la vie urbaine », Revue Française de Sociologie, IX, 1968, p. 151-166. (en coll. avec Henri Raymond et Antoine Haumont).
- La copropriété, Paris, CRU, 1971, 210 p. (en coll. avec Henri Raymond et Antoine Haumont).
- Habitat et pratique de l’espace urbain : étude entre l’intérieur et l’extérieur du logement, Paris, ISU, 1972, 190 p. (en coll. avec Henri Raymond).
- Les locataires, Paris, ISU, 1976, 193 p. (en coll. avec Henri Raymond).
- « Les pratiques d’appropriation du logement », in Appropriation de l’espace, Actes de la Conférence de Strasbourg, Université Louis Pasteur, 1976, p. 227-235.
- « Les pavillonnaires et la pratique de l’habitat », Urbanisme, n°151, 1975, p. 63-82.
- Les cadres supérieurs de l’industrie : mode de vie et habitat, Paris, ISU, 1980, 260 p. (en coll. avec Antoine Haumont et Henri Raymond).
- L’entrée dans la vie conjugale, Paris, ISU, 1981, 171 p. (en coll. avec Henri Raymond)
- Nouveaux pavillonnaires, nouvelle gestion de l’espace, Paris, ISU, 1983, 210 p.
- « Introduction » à un numéro spécial de la Revue Architecture et comportement, avec en exergue « Les modèles culturels », Lausanne, 1986, Vol 2 N° 3-4, 135 p.
- Stratégies thermiques et usage de l’habitat. Les vérandas. Paris, ISU, 1987, 193 p. (en coll. avec Brigitte Dussart).
- « La dynamique des échanges entre disciplines dans le champ de l’urbain », Architecture et comportement, n° spécial sur « Quelles priorités pour la recherche ? », 1989, Vol.5, n°3, p. 265-275. (en coll. avec Yvonne Bernard).
- Les pratiques de l’habitat français, 1960-1990, CRH, 1991, 166 p. (en coll. avec Françoise Wintersdorff).
- Sociabilité et espaces ouverts dans l’habitat, CRH, 148 p. CRH, 1992, 148 p. (en coll. avec Brigitte Dussart).
- « Changeons la vie, changeons de logement » in Daniel Welzer-Lang, Laurette Wittner, Les faits du Logis, ALEAS, Lyon, 1995, p.183-201.
- « Les villes françaises » in Villes nouvelles et villes traditionnelles. Une comparaison internationale, Paris, éd. L’Harmattan, 1999, p. 11-157.